# Campionato italiano assoluto di curling
Il Campionato italiano assoluto di curling è una competizione che si svolge annualmente tra club italiani di curling associati alla Federazione Italiana Sport del Ghiaccio. Si divide in più divisioni, il titolo di campione d'Italia viene assegnato al vincitore della massima divisione (serie A), a cui seguono la serie B est, la serie B ovest e la serie C.
La prima edizione ufficiale maschile si svolse nel 1955, mentre quella femminile nel 1976. Il campionato si svolge in più prove durante tutto il periodo invernale, seguite dalle finali.
Il campionato è vincolante per la nazionale maschile e femminile.
La maggioranza dei campionati italiani è stato vinto da squadre di Cortina d'Ampezzo, a cui sono stati assegnati 76 titoli su 94 totali. Nel 1991 con la vittoria del Curling Club Canadà nel campionato maschile per la prima volta una squadra non di Cortina d'Ampezzo vince il campionato italiano, l'anno seguente il Curling Club Auronzo vince il campionato femminile. Nel 1993 per la prima volta dal 1955 ne il campionato maschile ne quello femminile sono vinti da squadre di Cortina d'Ampezzo, evento ripetutosi nel 1995 e nel 2013.

## Altri campionati
La FISG organizza inoltre altri campionati validi per un titolo italiano:
- Campionato junior maschile (vincolante per la nazionale junior maschile)
- Campionato junior femminile (vincolante per la nazionale junior femminile)
- Campionato ragazzi
- Campionato esordienti
- Campionato misto (vincolante per la nazionale misti)
- Campionato doppio misto (vincolante per la nazionale doppio misto)
- Campionato master maschile (vincolante per la nazionale senior maschile)
- Campionato master femminile (vincolante per la nazionale senior femminile)

## Albo d'Oro
| Anno | Maschile                     | Maschile                     | Femminile                    | Femminile                    |
| Anno | Club vincitore               | Provenienza                  | Club vincitore               | Provenienza                  |
| ---- | ---------------------------- | ---------------------------- | ---------------------------- | ---------------------------- |
| 1955 | CC Cristallo                 | Cortina d'Ampezzo            |                              |                              |
| 1957 | CC Cristallo                 | Cortina d'Ampezzo            |                              |                              |
| 1958 | CC Miramonti                 | Cortina d'Ampezzo            |                              |                              |
| 1959 | CC Cristallo                 | Cortina d'Ampezzo            |                              |                              |
| 1960 | CC Cristallo                 | Cortina d'Ampezzo            |                              |                              |
| 1961 | CC Cristallo                 | Cortina d'Ampezzo            |                              |                              |
| 1962 | CC Cristallo                 | Cortina d'Ampezzo            |                              |                              |
| 1963 | CC Cristallo                 | Cortina d'Ampezzo            |                              |                              |
| 1964 | CC Cortina                   | Cortina d'Ampezzo            |                              |                              |
| 1965 | CC Cortina                   | Cortina d'Ampezzo            |                              |                              |
| 1966 | CC Cortina                   | Cortina d'Ampezzo            |                              |                              |
| 1967 | CC Dolomiti                  | Cortina d'Ampezzo            |                              |                              |
| 1968 | CC 66 Cortina                | Cortina d'Ampezzo            |                              |                              |
| 1969 | CC Dolomiti                  | Cortina d'Ampezzo            |                              |                              |
| 1970 | CC Dolomiti                  | Cortina d'Ampezzo            |                              |                              |
| 1971 | CC 66 Cortina                | Cortina d'Ampezzo            |                              |                              |
| 1972 | CC 66 Cortina                | Cortina d'Ampezzo            |                              |                              |
| 1973 | CC 66 Cortina                | Cortina d'Ampezzo            |                              |                              |
| 1974 | CC 66 Cortina                | Cortina d'Ampezzo            |                              |                              |
| 1975 | CC 66 Cortina                | Cortina d'Ampezzo            |                              |                              |
| 1976 | CC 66 Cortina                | Cortina d'Ampezzo            | CC Dolomiti                  | Cortina d'Ampezzo            |
| 1977 | CC Tofane                    | Cortina d'Ampezzo            | CC 66 Ladies                 | Cortina d'Ampezzo            |
| 1978 | CC 66 Cortina                | Cortina d'Ampezzo            | CC 66 Ladies                 | Cortina d'Ampezzo            |
| 1979 | CC Tofane                    | Cortina d'Ampezzo            | CC Cortina                   | Cortina d'Ampezzo            |
| 1980 | CC Tofane                    | Cortina d'Ampezzo            | CC 66 Ladies                 | Cortina d'Ampezzo            |
| 1981 | CC Tofane                    | Cortina d'Ampezzo            | CC 66 Ladies                 | Cortina d'Ampezzo            |
| 1982 | CC Tofane                    | Cortina d'Ampezzo            | CC 66 Ladies                 | Cortina d'Ampezzo            |
| 1983 | CC Dolomiti                  | Cortina d'Ampezzo            | CC 66 Ladies                 | Cortina d'Ampezzo            |
| 1984 | CC Tofane                    | Cortina d'Ampezzo            | CC 66 Ladies                 | Cortina d'Ampezzo            |
| 1985 | CC Tofane                    | Cortina d'Ampezzo            | CC 66 Ladies                 | Cortina d'Ampezzo            |
| 1986 | CC Tofane                    | Cortina d'Ampezzo            | CC 66 Ladies                 | Cortina d'Ampezzo            |
| 1987 | CC Tofane                    | Cortina d'Ampezzo            | CC New Wave                  | Cortina d'Ampezzo            |
| 1988 | CC Tofane                    | Cortina d'Ampezzo            | Titolo non assegnato         | Titolo non assegnato         |
| 1989 | Titolo non assegnato         | Titolo non assegnato         | CC New Wave                  | Cortina d'Ampezzo            |
| 1990 | CC Tofane                    | Cortina d'Ampezzo            | CC 66 Ladies                 | Cortina d'Ampezzo            |
| 1991 | CC Canadà                    | Pieve di Cadore              | CC 66 Ladies                 | Cortina d'Ampezzo            |
| 1992 | CC Tofane                    | Cortina d'Ampezzo            | CC Auronzo                   | Auronzo di Cadore            |
| 1993 | CC Auros                     | Auronzo di Cadore            | CC Auronzo                   | Auronzo di Cadore            |
| 1994 | CC Dolomiti                  | Cortina d'Ampezzo            | CC Auronzo                   | Auronzo di Cadore            |
| 1995 | CC Auros                     | Auronzo di Cadore            | CC Auronzo                   | Auronzo di Cadore            |
| 1996 | CC Auros                     | Auronzo di Cadore            | CC Olimpia                   | Cortina d'Ampezzo            |
| 1997 | CC Dolomiti                  | Cortina d'Ampezzo            | CC Olimpia                   | Cortina d'Ampezzo            |
| 1998 | CC Dolomiti                  | Cortina d'Ampezzo            | CC Olimpia                   | Cortina d'Ampezzo            |
| 1999 | CC Dolomiti                  | Cortina d'Ampezzo            | CC Olimpia                   | Cortina d'Ampezzo            |
| 2000 | CC Dolomiti                  | Cortina d'Ampezzo            | CC Olimpia                   | Cortina d'Ampezzo            |
| 2001 | CC Lago Santo                | Cembra                       | CC Olimpia                   | Cortina d'Ampezzo            |
| 2002 | CC Lago Santo                | Cembra                       | CC New Wave                  | Cortina d'Ampezzo            |
| 2003 | CC Dolomiti                  | Cortina d'Ampezzo            | CC Olimpia                   | Cortina d'Ampezzo            |
| 2004 | CC Dolomiti                  | Cortina d'Ampezzo            | CC New Wave                  | Cortina d'Ampezzo            |
| 2005 | CC Dolomiti                  | Cortina d'Ampezzo            | CC New Wave                  | Cortina d'Ampezzo            |
| 2006 | CC Dolomiti                  | Cortina d'Ampezzo            | CC New Wave                  | Cortina d'Ampezzo            |
| 2007 | CC Lago Santo                | Cembra                       | CC Olimpia                   | Cortina d'Ampezzo            |
| 2008 | CC Lago Santo                | Cembra                       | CC Dolomiti                  | Cortina d'Ampezzo            |
| 2009 | CC Trentino                  | Cembra                       | CC Dolomiti                  | Cortina d'Ampezzo            |
| 2010 | CC Trentino                  | Cembra                       | CC Tofane                    | Cortina d'Ampezzo            |
| 2011 | CC Trentino                  | Cembra                       | CC Tofane                    | Cortina d'Ampezzo            |
| 2012 | CC Trentino                  | Cembra                       | CC Tofane                    | Cortina d'Ampezzo            |
| 2013 | CC Trentino                  | Cembra                       | 3S Luserna                   | Pinerolo                     |
| 2014 | CC Trentino                  | Cembra                       | 3S Luserna                   | Pinerolo                     |
| 2015 | CC Trentino                  | Cembra                       | CC Tofane                    | Cortina d'Ampezzo            |
| 2016 | CC Trentino                  | Cembra                       | CC Tofane                    | Cortina d'Ampezzo            |
| 2017 | CC Trentino                  | Cembra                       | CC Tofane                    | Cortina d'Ampezzo            |
| 2018 | AC Cembra                    | Cembra                       | CC Dolomiti                  | Cortina d'Ampezzo            |
| 2019 | SC Pinerolo                  | Pinerolo                     | CC Dolomiti                  | Cortina d'Ampezzo            |
| 2020 | non disputato causa COVID-19 | non disputato causa COVID-19 | non disputato causa COVID-19 | non disputato causa COVID-19 |
| 2021 | SC Pinerolo                  | Pinerolo                     | CC Dolomiti                  | Cortina d'Ampezzo            |
| 2022 | SC Pinerolo                  | Pinerolo                     | CC Dolomiti                  | Cortina d'Ampezzo            |

## I Club più titolati
Il club più titolato d'Italia è il Curling Club Dolomiti, di Cortina d'Ampezzo, con 13 titoli maschili e 7 femminili.
MASCHILE
Curling Club Dolomiti 13 scudetti
Curling Club Tofane 12 scudetti
Curling Club 66 Cortina 8 scudetti
Curling Club Cristallo 7 scudetti
Curling Club Trentino 6 scudetti
Curling Club Lago Santo 4 scudetti
Curling Club Cortina 3 scudetti
Curling Club Auros 3 scudetti
SC Pinerolo 3 scudetti
Curling Club Canadà 1 scudetto
Curling Club Miramonti 1 scudetto
Cortina d'Ampezzo 44 scudetti
Cembra 10 scudetti
Auronzo di Cadore 3 scudetti
Pinerolo 3 scudetti
Pieve di Cadore 1 scudetto
FEMMINILE
Curling Club 66 Cortina 11 scudetti
Curling Club Olimpia 8 scudetti
Curling Club Dolomiti 7 scudetti
Curling Club New Wave 6 scudetti
Curling Club Auronzo 4 scudetti
Curling Club Tofane 5 scudetto
3S Luserna 2 scudetti
Curling Club Cortina 1 scudetto
Cortina d'Ampezzo 38 scudetti
Auronzo di Cadore 4 scudetti
TOTALE
Curling Club Dolomiti 20 scudetti
Curling Club 66 Cortina 19 scudetti
Curling Club Tofane 17 scudetti
Curling Club Olimpia 8 scudetti
Curling Club Cristallo 7 scudetti
Curling Club Tre Cime 7 scudetti
Curling Club Trentino 6 scudetti
Curling Club New Wave 6 scudetti
Curling Club Cortina 5 scudetti
Curling Club Lago Santo 4 scudetti
3S Luserna 2 scudetti
Curling Club Canadà 1 scudetto
Curling Club Miramonti 1 scudetto
Cortina d'Ampezzo 82 scudetti
Cembra 10 scudetti
Auronzo di Cadore 7 scudetti
Pinerolo 5 scudetti
Pieve di Cadore 1 scudetto